# Acusilas callidus
Acusilas callidus là một loài nhện trong họ Araneidae.
Loài này thuộc chi Acusilas. Acusilas callidus được miêu tả năm 2008 bởi Joachim Schmidt & Scharff.